# تام دولان
تام دولان (به انگلیسی: Tom Dolan) (زادهٔ ۱۵ سپتامبر ۱۹۷۵) شناگر اهل ایالات متحده آمریکا است.